# Édifice de la Banque de Montréal
L'Édifice de la Banque de Montréal est le siège social historique de la Banque de Montréal. Il est situé au 119 rue Saint-Jacques. en face de la Place d’Armes, dans le quartier historique du Vieux-Montréal.

## Historique

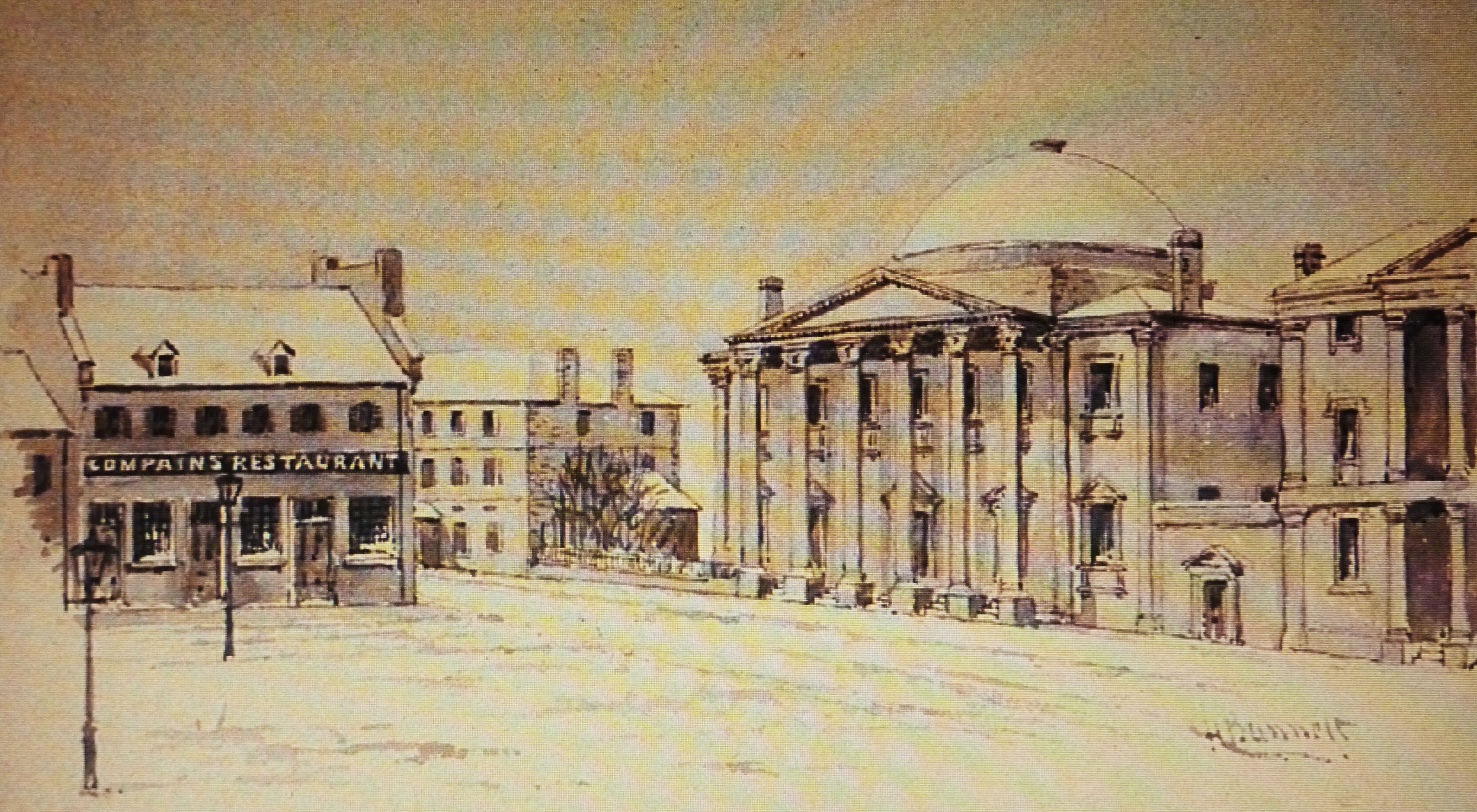
Récemment construit, vers 1850

Fondée en 1817, la Banque de Montréal (première banque canadienne) connaît une telle croissance de son chiffre d'affaires qu'elle doit quitter son premier immeuble de la rue Saint-Paul. En 1845, la Banque achète de la fabrique de la paroisse Notre-Dame un terrain face à la Place d’Armes sur lequel on trouve un petit bâtiment logeant des bureaux. Pour la construction de son nouveau siège social, la Banque engage l'architecte John Wells en s'inspirant, semble-t-il, de la Commercial Bank of Scotland à Édimbourg de l'architecte David Rhind. John Wells s’en inspire, mais propose une composition originale tout aussi soignée. La Banque déménage dans son nouvel immeuble en novembre 1847. Toutefois, dès 1859, on constate une détérioration dangereuse du dôme. Il est enlevé et un étage-attique, simplement recouvert d'un toit plat, est ajouté. 
Au début du XXe siècle, la Banque, qui a acquis une stature internationale, agrandit son siège social. La tâche est confiée à la firme new-yorkaise McKim, Mead and White. Un site acquis rue Saint-Antoine permet de construire un deuxième corps de bâtiment relié au premier par une passerelle fermée qui enjambe la ruelle. L’intérieur de l’ancienne partie est entièrement refait, mais la façade d'origine est conservée. On construit un nouveau dôme, tandis que l’étage-attique est modifié. La salle des guichets est pendant quelques années la plus grande en Amérique du Nord. En 1923, on dévoile au centre du bâtiment la statue Patria (qui représente La Victoire) du sculpteur James Earle Fraser, en hommage aux 231 employés de la banque morts pendant la Première Guerre mondiale.
Depuis 1977, la Banque de Montréal a déménagé à Toronto son siège social mais a conservé son siège social juridique à Montréal. 
La Banque de Montréal occupe toujours l’édifice aujourd'hui.

## Architecture et décoration

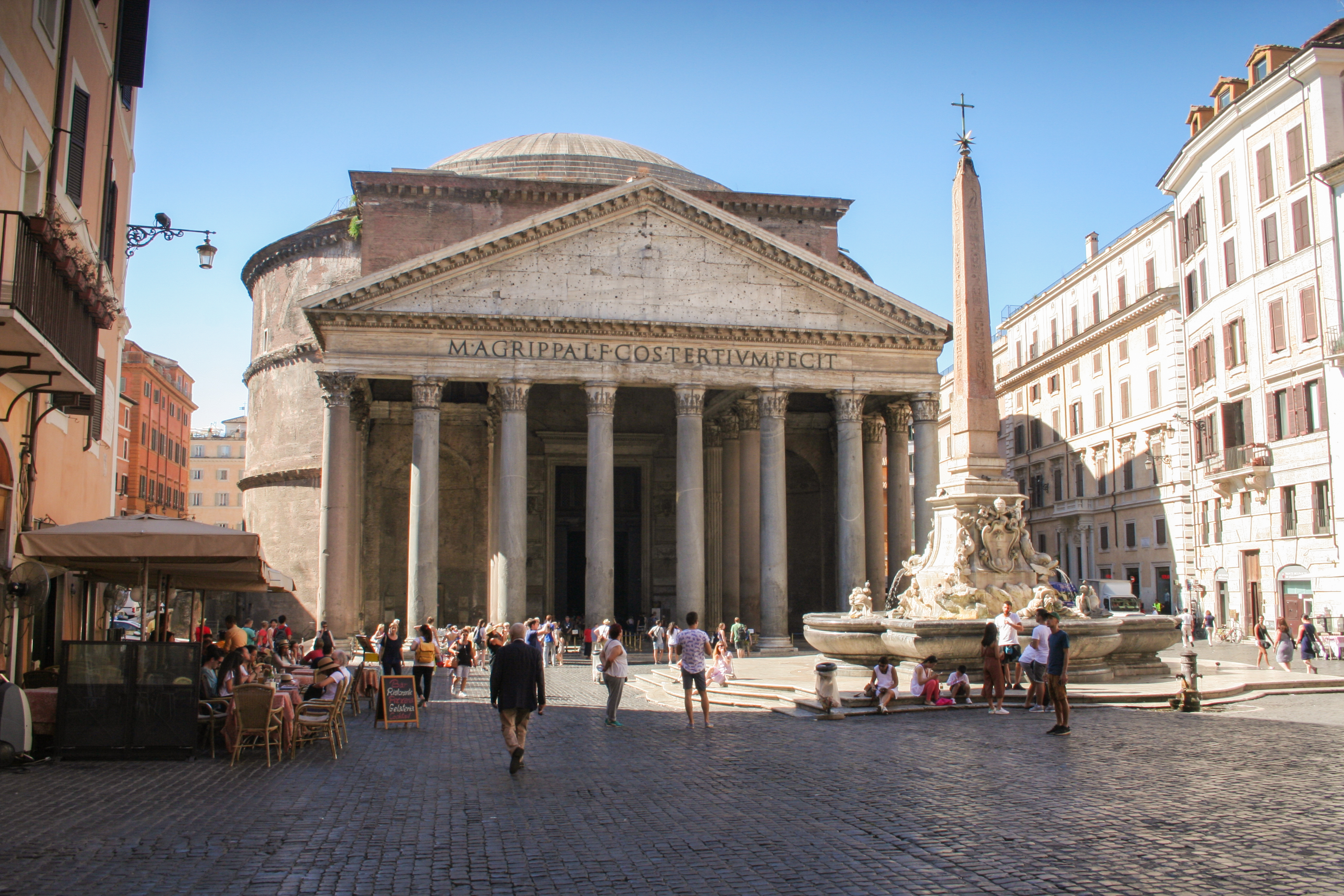
Le Panthéon de Rome, construit en -27 av. J.-C..

L'édifice de la Banque de Montréal est de style néo-classique, inspiré du Panthéon romain, avec une colonnade corinthienne et un fronton triangulaire. Sur le fronton, une décoration en ronde-bosse symbolise le monde de la finance. Elle est l'œuvre du sculpteur John Steele et date de 1867.
Le hall somptueux de ce bâtiment possède 32 colonnes corinthiennes en syénite verte au chapiteau de bronze plaqué d'or et un plafond à caissons décoré. Il supporte un dôme haut de plus de 27 mètres. Les plafonds sont peints en or 22 carats et les comptoirs de marbre sont conservés.

## Musée de la Banque de Montréal
Un musée se trouve à l’intérieur de l’édifice, il relate l’évolution de cette institution bancaire et présente de belles pièces et documents d’archives.  

## Patrimoine
La Banque de Montréal est la première à être fondée au Canada. À ce titre, elle est impliquée dans plusieurs grands chantiers de Montréal, dont le Canal de Lachine et la construction ferroviaire. Le bâtiment patrimonial de la banque reflète la richesse, la stabilité et la solidité que l'institution veut projeter. Il est une source d'inspiration classiciste pour nombre d'édifices bancaires canadiens.

## Sources
- Fiche du site web du Vieux-Montréal
- Site web GrandQuébec
- Alain Côté, « Banque de Montréal », Un patrimoine incontournable, Commission des biens culturels, no 1, août 2000, p. 60-61.